# Microstomum lineare
Microstomum lineare  (лат.) — свободноживущий плоский червь из отряда Dolichomicrostomida, семейства Microstomidae, широко распространённый в пресных водах России и сопредельных территорий.

## Описание
Тело цилиндрическое, вытянутое в длину, с заостренными передним и задним концами. Размер от 0,3 до 10 мм. Ввиду способности к бесполому размножению (см. ниже), тело, как правило, представляет собой цепочку неразделившихся особей (зооидов), длина одного зооида не превышает 1,5-2 мм.
Рот, как и у всех представителей отряда Macrostomida, находится на переднем конце тела.
Вблизи переднего конца по бокам есть два красных глазка (иногда они отсутствуют).
Позади них, также по бокам тела, находятся две ресничные ямки (признак семейства Microstomidae). Под ними, на нижней стороне тела располагаются парные выделительные поры, а за ними — ротовое отверстие.
Рот ведёт в глотку, а та, в свою очередь — в кишку, которая занимает почти всё тело червя.
Тело бесцветное или окрашено в слабо-желтый, коричневый, сероватый цвет. Паренхима прозрачная, но кишечник, наполненный пищей, имеет обычно тёмный цвет и делает тело почти непрозрачным.

## Биология
В эпителии червя содержатся так называемые клептокниды — стрекательные капсулы съеденных им гидр. Способен к бесполому размножению путём поперечного деления (паратомии), при этом образуются цепочки, состоящие из неразделившихся особей в количестве до 23 штук, между которыми имеются перегородки. Бесполое размножение происходит в течение всего лета, половое — только осенью. Хищник. Питается червями, мелкими рачками и гидрами. При попадании в аквариум, в котором содержат гидр, может нанести большой урон. Очень широко распространён, обычен в пресных стоячих водоёмах.